# Takayuki Matsumiya
Takayuki Matsumiya (jap. 松宮隆行 Matsumiya Takayuki; * 21. Februar 1980 in Akita) ist ein japanischer Langstreckenläufer. Von 2005 bis 2009 war er Inhaber des Weltrekords im 30-km-Straßenlauf.

## Leben
2000 siegte er beim Ōme-Marathon über 30 km in 1:31:18 h. Über dieselbe Distanz stellte er am 27. Februar 2005 in Kumamoto mit 1:28:00 h einen Weltrekord auf, der am 20. September 2009 durch die Zwischenzeiten von Haile Gebrselassie und Samuel Kiplimo Kosgei über 30 km beim Berlin-Marathon unterboten wurde. Kurz danach wurde er (wie schon 2003) Zweiter bei den japanischen Firmenmeisterschaften im Halbmarathon.
Bei den Halbmarathon-Weltmeisterschaften 2005 wurde er Elfter und gewann mit dem japanischen Team die Bronzemedaille. In Chiba war er Teil einer Marathonstaffel, die am 23. November 2005 mit einer Zeit von 1:58:58 h den bis heute gültigen Asienrekord aufstellte.
2006 gewann er den Kagawa-Marugame-Halbmarathon und wurde Zweiter beim Biwa-See-Marathon in 2:10:20 h. 2007 verbesserte er sich als Zweiter des Rotterdam-Marathons trotz extremer Hitze auf 2:10:03 h. Bei den Weltmeisterschaften 2007 in Ōsaka schied er im Halbfinale über 5000 Meter aus.
Trotz eines japanischen Rekords, den er im nächsten Jahr über diese Distanz aufstellte, ereilte ihn dasselbe Schicksal beim Halbfinale der Olympischen Spiele 2008 in Peking, bei dem er seinen linken Schuh verlor. Über 10.000 Meter belegte er in Peking den 31. Platz.
2010 wurde er Dritter beim Fukuoka-Marathon, 2012 Siebter beim Tokio-Marathon.
Matsumiya ist 1,63 m groß und wiegt 49 kg. Er startet für das Team der Firma Konica Minolta. Von 2006 bis 2008 wurde er jeweils japanischer Meister über 5000 und 10.000 Meter. Sein Zwillingsbruder Yūkō Matsumiya ist ebenfalls als Langstreckenläufer erfolgreich.

## Bestzeiten
- 5000 m: 13:13,20 min, 28. Juli 2007, Heusden-Zolder
- 10.000 m: 27:41,75 min, 4. Mai 2008, Palo Alto
- Halbmarathon: 1:01:32 h, 13. März 2005 Yamaguchi
- 30 km: 1:28:00 h, 27. Februar 2005, Kumamoto
- Marathon: 2:09:28 h, 26. Februar 2012, Tokio